# Юлюс Бутенас
Юлюс Антонович Бутенас — (лит. Julius Būtėnas; *17 листопада 1908, Галінтенай — †28 квітня 1999, Вільнюс) — литовський письменник, заслужений діяч культури Литовської РСР (з 1965). Член КПРС з 1960. Працював в жанрі біографічного нарису.
Автор книжки «Тарас Шевченко» (Вільнюс, 1954), в якій висвітлено найважливіші факти життя і творчості українського поета, вказано на його зв'язки з Литвою.